# CI 555

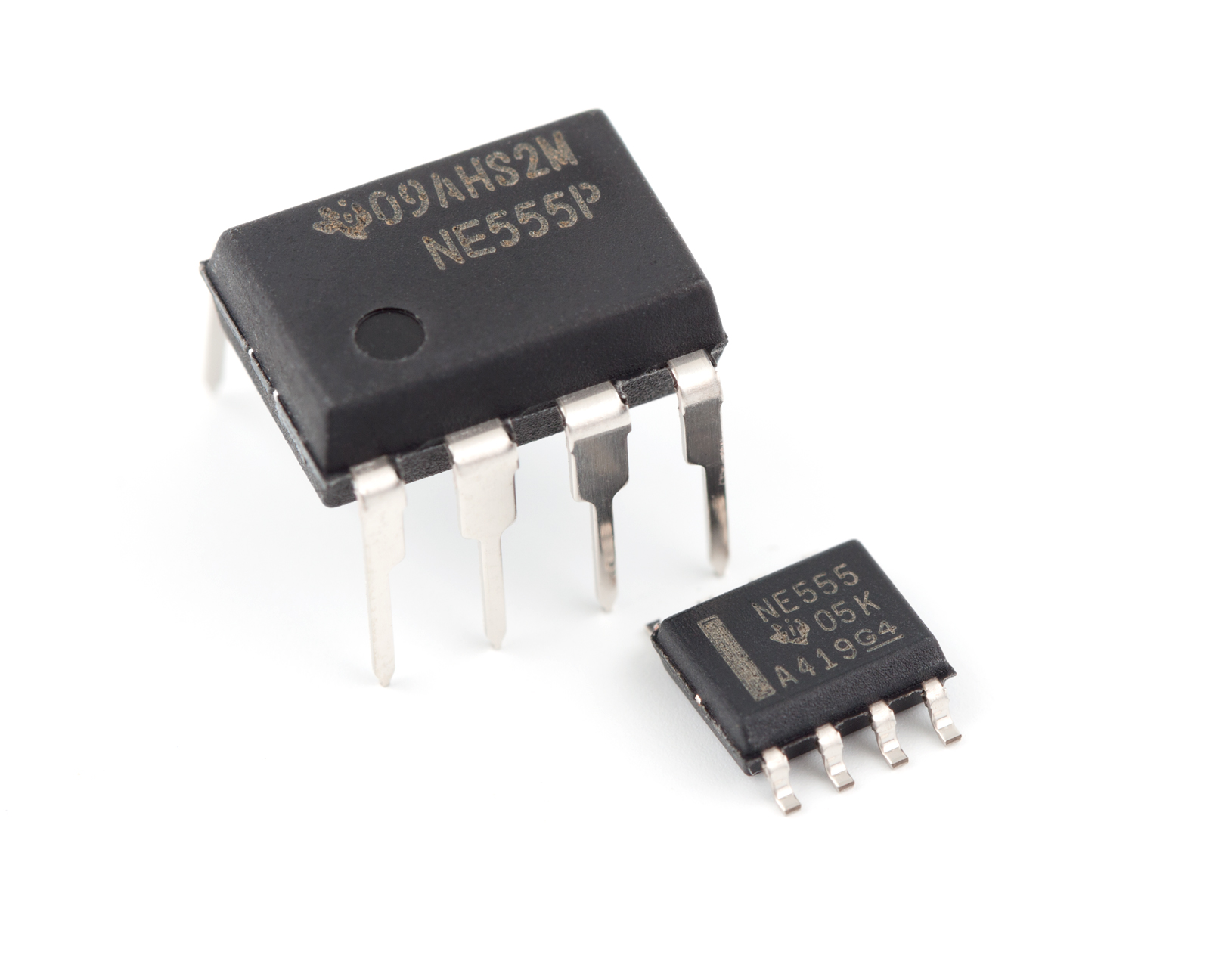
O CI 555 nas versões DIP e SOIC-8.

O  555 é um circuito integrado (chip) utilizado em uma variedade de aplicações como temporizador ou oscilador. Foi lançado em 1972 pela fabricante americana Signetics (mais tarde adquirida pela Philips) com os nomes comerciais de NE555T (invólucro metálico) e NE555V (invólucro DIP), e foi apelidado de The IC Time Machine (A Máquina do Tempo num Chip). Este componente continua em pleno uso graças a sua simplicidade, versatilidade, baixo preço e boa estabilidade às variações de temperatura e de tensão.Em 2017, foi divulgado que mais de um bilhão de unidades são produzidos anualmente e que "o 555 é provavelmente o circuito integrado mais popular já fabricado".

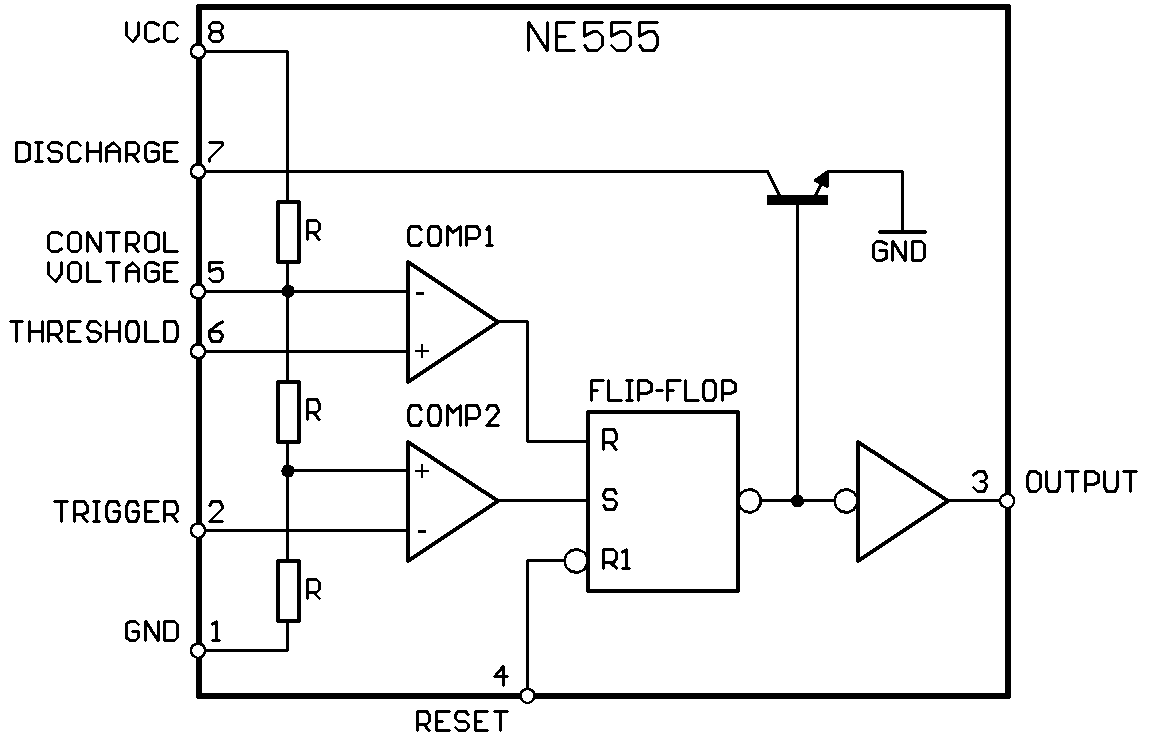
Estrutura interna do 555

É composto por 24 transistores de junção bipolar, 2 diodos e 16 resistores em um encapsulamento duplo em linha (DIP) de 8 pinos.Da mesma família de temporizadores temos ainda o integrado 556, composto de dois temporizadores 555 combinados em um invólucro DIP de 14 pinos,e os integrados 558/559, que contém quatro temporizadores 555 em um encapsulamento de 16 pinos.Também estão disponíveis versões de baixo consumo como o ICM7555 e o TLC555, que utilizam transistores CMOS e com isto tem um menor consumo de energia,as novas versões de baixa tensão, como os integrados MIC1555/1557 e TS555, com tensões mínimas de 2 e 2,7 volts respectivamente, e as de alta tensão, como o BD9555FVM-C, com tensão máxima de 50 volts.

## História

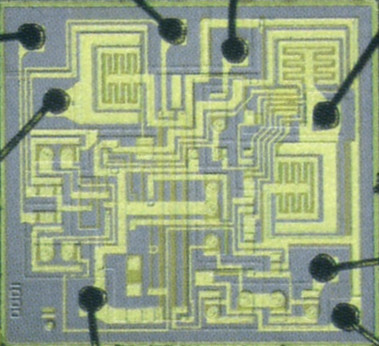
Molde de silício do primeiro chip 555 (1971)

O integrado 555 foi projetado em 1971 pelo engenheiro eletrônico suíço Hans Camenzind (1934-2012), então funcionário da Signetics.Na época, integrar componentes eletrônicos no encapsulamento que conhecemos hoje era algo muito limitado. Dessa forma ele precisou trabalhar muito para conseguir uma configuração não apenas funcional, mas também viável para a construção do chip. O primeiro projeto do 555 tinha 9 pinos e foi revisado em meados do mesmo ano. Poucos dias depois, Camenzind teve a ideia de usar mais alguns resistores internos em vez de uma fonte de corrente constante, descobrindo mais tarde que funcionava. Essa mudança diminuiu os 9 pinos do projeto original para 8 afim de que o circuito pudesse caber em um encapsulamento de 8 pinos em vez de um de 14 pinos.Este projeto revisado passou por uma segunda análise com os protótipos concluídos em outubro de 1971: NE555V (plástico DIP) e SE555T (metal TO-5).A versão de 9 pinos já havia sido divulgada por outra empresa fundada por um engenheiro que compareceu à primeira revisão e se aposentou da Signetics; essa empresa retirou sua versão logo após o lançamento do 555, em 1972.Posteriormente foi fabricado por outras 12 empresas e o componente logo se tornou um produto campeão de vendas.
Vários livros relatam que o nome 555 foi adotado em alusão ao fato de existir uma rede interna (divisor de tensão) de três resistores de 5 kΩ (1K = 1000 ohms) que servem de referência de tensão para os comparadores do circuito integrado.No entanto, em uma entrevista concedida anos depois, Hans Camenzind afirmou que o 555 foi escolhido arbitrariamente pelo gerente de marketing Art Fury, que achava que o componente iria vender muito.

## Projeto

Esquema em blocos do 555

Esquema interno do 555 na versão bipolar

Esquema interno do 555 na versão CMOS

### Esquema interno
Internamente o 555 tem partes analógicas (um divisor resistivo para fornecer as tensões de referência aos dois amplificadores operacionais na configuração clássica de comparadores de tensão) e uma parte digital (um biestável RS Latch muitas vezes chamado de flip-flope um transistor). Possui ainda um amplificador inversor, cuja finalidade é aumentar a corrente de saída para torná-lo compatível com os integrados TTL e CMOS.
O diagrama de blocos e o esquema interno do integrado são destacados com a mesma cor em todos os três desenhos para entender como o chip é constituído:
Divisor de tensão (Voltage Divider)
Entre o pino 8 (+ Vcc) e o pino 1 (GND), há um divisor composto por três resistores idênticos (5 kΩ na versão bipolar e 100 kΩ na versão CMOS)para fornecer tensões de referência aos dois comparadores. O pino 5 (CONT, CV, CTRL) está conectado entre os dois resistores superiores, permitindo que uma tensão externa controle as tensões de referência:
- Quando o pino 5 não é acionado, este divisor cria uma tensão de referência superior de 2/3 Vcc e uma tensão de referência inferior de 1/3 Vcc.[22][24][26]
- Quando o pino 5 é acionado, a tensão de referência superior será V CONTROL e a tensão de referência inferior será 1/2 V CONTROL.[22][24][26]

Este pino também possibilita a entrada de modulação, variar a tensão necessária no pino 6 para que o primeiro comparador ressete o flip-flop e o desacoplamento dos resistores internos por meio de um capacitor, evitando que espúrios (ruídos) de comutação venham a interferir no funcionamento do integrado.
Comparador de limite superior (Threshold Comparator)
A entrada inversora (bolinha) do comparador é conectada à tensão de referência 
superior do divisor de tensão e a entrada não inversora  é conectada ao pino 6 
(THRES, limiar ou limite). Quando a tensão neste pino é maior que 
VCONTROL (2/3 Vcc, exceto quando o pino 5 CONT é acionado por um sinal externo), o flip-flop é desativado, fazendo com 
que o bloco Output vá para zero volt (GND) e nível lógico baixo (LOw).
Comparador de limite inferior (Trigger Comparator) 
A entrada não inversora do comparador é conectada à referência inferior do 
divisor de tensão e a entrada inversora (bolinha) é conectada ao pino 2 (TRIG ou disparo). Quando 
a tensão neste pino cai 1/2 V abaixo de  V CONTROL (1/3 Vcc, exceto 
quando o pino 5  é acionado por um sinal externo), o biestável (flip-flop) é ativado e a saída (Output) vai 
para o nível lógico alto (até 1,7 V abaixo de + Vcc). Enquanto o trigger 
continuar a ser mantido em baixa tensão, o bloco Output permanecerá no nível alto (HIgh).
Biestável (Flip-Flop)
Um biestável RS Latch armazena o 
estado do temporizador e é controlado pelos dois comparadores. O pino 4 
(RESET) substitui as outras duas entradas; portanto, o flip-flop (e todo o 
temporizador) pode ser reinicializado a qualquer momento, direcionando-o 
para GND, mas o tempo não começa novamente até que este pino suba aproximadamente acima de 0,7 volts. Este pino RESET substitui o Trigger (TRIG), que por 
sua vez substitui o Threshold (THRES). Se o pino 4 não for usado, ele deve 
ser conectado a VCC para evitar que ruídos elétricos causem uma 
reinicialização (reset) acidental.
Saída (Output)
A saída do "flip-flop" é seguida por um estágio amplificador inversor de saída com excitadores push-pull que é acionado para o nível lógico baixo LO (GND) ou alto HI (até 1.7 V abaixo de +VCC para os 555 bipolares ou +VCC para os 555 CMOS). Tem como finalidade aumentar a capacidade de corrente do integrado. Para os 555 bipolares, o pino 3 (OUT) fornece até 200 mA e os 555 CMOS de 100 mA a 150 mA. O amplificador inverte o sinal Q proveniente do biestável na sua entrada, isto é, a saída (OUT) do integrado é Q. No caso dos 555 bipolares, se este pino acionar uma entrada sensível de um chip lógico digital, pode ser necessário usar um capacitor de desacoplamento de 100 a 1000 pF (entre este pino e GND) para evitar o disparo duplo.
Descarga (Discharge)
Além disso, a saída do biestável liga um transistor NPN de coletor aberto na versão bipolar ou MOS de dreno aberto na versão CMOS. Este pino 7 (DISCH) quase sempre é usado para descarregar um capacitor em conjunto com o bloco de saída (Output), ou seja, o transistor interno está saturado (conduzindo) quando Output está em nível lógico baixo (LO) e cortado quando em nível alto (HI).No modo biestável e no disparador Schmitt, este pino não é usado, o que permite que ele seja usado como uma saída alternativa.

## Pinagem

A figura acima descreve os pinos do CI 555. Os pinos vermelhos 1 e 8 são para alimentação do integrado. Os verdes 2, 4, 5 e 6 são entradas e os azuis 3 e 7 são saídas.

| Terminal | Nome           | Aplicação |
| -------- | -------------- | --- |
| 1        | GND            | Terra ou massa (ground).                                                                                                   |
| 2        | TRIG, TR       | Gatilho ou disparo (trigger) – um valor de tensão baixo (< 1/3 Vcc) neste terminal activa o biestável interno e a saída.   |
| 3        | OUT            | Durante um intervalo de tempo, a saída (output) permanece em +VCC.                                                         |
| 4        | RESET, R, RST  | Um intervalo de temporização pode ser interrompido pela aplicação de um pulso de reinício (reset).                         |
| 5        | CTRL, CONT, CV | Tensão de controle (control voltage) – Permite acesso ao divisor interno de tensão (2/3 VCC).                              |
| 6        | TH, THR, THRES | Limiar ou limite (threshold) – um valor de tensão alto (> 2/3 Vcc) neste terminal desactiva o biestável interno e a saída. |
| 7        | DIS, DISCH     | Descarga (discharge) – sua função é descarregar o capacitor conectado a este terminal.                                     |
| 8        | VCC, V+        | A tensão (voltage) positiva da fonte, que deve estar entre +5 e +15V.                                                      |

## Uso

### Modos de Operação
Os principais modos de funcionamento deste integrado são os seguintes:

### Astável(free-running)
| Frequência        | C      | R1     | R2    | Duty cycle |
| ----------------- | ------ | ------ | ----- | ---------- |
| 0.1 Hz (+0.048%)  | 100 μF | 8.2 kΩ | 68 kΩ | 52.8%      |
| 1 Hz (+0.048%)    | 10 μF  | 8.2 kΩ | 68 kΩ | 52.8%      |
| 10 Hz (+0.048%)   | 1 μF   | 8.2 kΩ | 68 kΩ | 52.8%      |
| 100 Hz (+0.048%)  | 100 nF | 8.2 kΩ | 68 kΩ | 52.8%      |
| 1 kHz (+0.048%)   | 10 nF  | 8.2 kΩ | 68 kΩ | 52.8%      |
| 10 kHz (+0.048%)  | 1 nF   | 8.2 kΩ | 68 kΩ | 52.8%      |
| 100 kHz (+0.048%) | 100 pF | 8.2 kΩ | 68 kΩ | 52.8%      |

Esquema do 555 no modo astável

Formas de onda do 555 no modo astável

Na configuração astável, o 555 opera como oscilador, emitindo ondas retangulares com uma frequência específica. Usa dois resistores, {\displaystyle R_{1}} e {\displaystyle R_{2}}, e o capacitor {\displaystyle C}. Os pinos 2 e 6 são conectados ao capacitor {\displaystyle C}; portanto, eles têm a mesma tensão.
- Inicialmente, o capacitor {\displaystyle C} não está carregado e portanto, o pino 2 de disparo (TRIG) recebe tensão zero, que é menor que 1/'3 da tensão de alimentação. Consequentemente, o pino de disparo faz com que a saída (OUT) suba e o transistor de descarga interno vá para o modo de corte.[35]
- Como o pino 7 de descarga (DIS) não está mais em curto-circuito com o terra (GND), a corrente flui através dos resistores {\displaystyle R_{1}} e {\displaystyle R_{2}} ao capacitor {\displaystyle C}, carregando-o até 2/3 da tensão de alimentação.[35]
- Nesse momento, o pino 6 de limite (THR) faz com que a saída fique baixa e o transistor de descarga entre no modo de saturação (condução).[35]
- Consequentemente, o capacitor começa a descarregar através de {\displaystyle R_{2}} até que se torne menor que 1/3 da tensão de alimentação, ao ponto em que o pino de disparo faz com que a saída suba e o transistor de descarga vá para o corte novamente. E o ciclo se repete.[35]

Durante o primeiro pulso, o capacitor carrega de zero 2 /3 da tensão de alimentação, porém, em pulsos posteriores, carrega apenas de 1/3 a 2 /3 da tensão de alimentação. Consequentemente, o primeiro pulso tem um intervalo de tempo alto mais longo em comparação com os pulsos posteriores. Além disso, o capacitor carrega através de ambos os resistores, mas só descarrega através de {\displaystyle R_{2}};portanto, o tempo alto de saída {\displaystyle t_{\text{H}}} é maior que o tempo baixo {\displaystyle t_{\text{L}}}, ou seja, esta configuração não produz forma de onda simétrica na saída, devido à desigualdade nas constantes de carga e descarga do capacitor, conforme demonstrado na forma de onda Output voltage da figura e pelas seguintes expressões:
Tempo de carga de C (saída alta)
{\displaystyle t_{\text{H}}=0,693\cdot (R_{1}+R_{2})\cdot C}
onde: 
- {\displaystyle t_{\text{H}}} é o tempo alto (High) em segundos (s)
- {\displaystyle R_{1}} e {\displaystyle R_{2}} em ohms (Ω)
- {\displaystyle C} em farads (F)
- {\displaystyle 0,693} é abreviação do logaritmo natural de 2 (0,693147),[37]embora em algumas publicações ou documentações do 555 ou 556 possa aparecer como {\displaystyle 0,6}, {\displaystyle 0,69} ou {\displaystyle 0,7}.

Tempo de descarga de C (saída baixa)
{\displaystyle t_{\text{L}}=0,693\cdot R_{2}\cdot C}
onde {\displaystyle t_{\text{L}}} é o tempo baixo (Low) em segundos.
Se o valor de {\displaystyle R_{1}}for bem menor que {\displaystyle R_{2}}, por exemplo, {\displaystyle R_{1}}= 1 kΩ e {\displaystyle R_{2}} = 100 kΩ, a saída será quase simétrica, pois o tempo de carga {\displaystyle t_{\text{H}}} será aproximadamente igual ao de descarga {\displaystyle t_{\text{L}}}.
O período {\displaystyle T} (total) de um ciclo de oscilação é:
{\displaystyle T=t_{\text{H}}+t_{\text{L}}=}
{\displaystyle T=0,693\cdot (R_{1}+2.R_{2})\cdot C}
Como a frequência {\displaystyle f} da oscilação é o inverso do período {\displaystyle T}, vem:
{\displaystyle f={\frac {1}{T}}={\frac {1}{tH+tL}}={\frac {1}{0,693}}~\approx 1,44~{\textrm {}}}
A combinação das duas últimas expressões resulta na seguinte fórmula:
{\displaystyle f={\frac {1,44}{[(R_{1}+2.R_{2})]\cdot C}}}
sendo:
- {\displaystyle f} em hertz (Hz)[36]
- {\displaystyle R_{1}} e {\displaystyle R_{2}} em megohms (MΩ)[39]
- {\displaystyle C} em microfarads (μF)[36][39]

Nota: em algumas publicações ou documentações do 555 ou 556, {\displaystyle 1,44} pode aparecer como {\displaystyle 1,45}, {\displaystyle 1,46} ou {\displaystyle 1,49}.
Exemplo de cálculo
Um circuito 555 astável possui os seguintes valores:
- {\displaystyle R}1 = 1 kΩ (0,001 MΩ)
- {\displaystyle R}2 = 330 kΩ (0,33 MΩ)
- {\displaystyle C} = 220 nF (0,22 μF)

{\displaystyle f={\frac {1,44}{[(0,001+2\cdot 0,33)]\cdot 0,22}}}
{\displaystyle f={\frac {1,44}{0,1454}}}
A frequência teórica gerada por este astável será de:
{\displaystyle f=9,9~{\textrm {Hz}}}
O primeiro ciclo levará consideravelmente mais tempo do que o tempo calculado, pois o capacitor deve carregar inicialmente de 0 V a 2/3 de VCC desde a inicialização, mas apenas de 1/3 de VCC a 2/3 de VCC em ciclos subsequentes. Seus usos incluem pisca-pisca de LED, de xenônio, geradores de pulso, relógios, geradores de tom, alarmes de segurança, vibradores, moduladores por largura de pulso (PWM), etc.
O ciclo de trabalho {\displaystyle D} (duty cycle) é determinado pela fórmula:
{\displaystyle D~(\%)={\frac {t_{\text{H}}}{t_{\text{H}}+t_{\text{L}}}}\cdot 100={\frac {R_{1}+R_{2}}{R_{1}+2R_{2}}}\cdot 100}
Para frequências máximas, recomenda-se que os resistores não tenham valores menores que 1 kΩ e o capacitor não seja menor que 500 pF.Da mesma forma, para frequências mínimas, os resistores não podem ter valores maiores que 3 MΩe o capacitor não pode ter valor maior que 2200 μF. Esta última limitação também é válida para o modo monoestável.
Particularmente com tipos 555 bipolares, valores de {\displaystyle R_{1}} menores que 1 kΩ devem ser evitados para que a saída fique saturada próxima de zero volts durante a descarga e também para não danificar o transistor de descarga interno, cujo limite de carga é de 200 mA, ou seja, {\displaystyle R_{1}>Vcc/0,2} (pela lei de Ohm, {\displaystyle R=V/I}).
As duas maneiras de se obter simetria de 50% são mostradas nas figuras abaixo. No primeiro circuito, o pino 7 não é usado e a carga e a descarga do capacitor {\displaystyle C} ocorrem pelo mesmo trajeto (pinos 2-6 ao pino 3 via resistor e potenciômetro {\displaystyle R}), o que garante uma saída simétrica. O valor da rede {\displaystyle R} deve ser maior que 10 kΩ para não carregar a saída (OUT).
Ciclo de trabalho mais curto

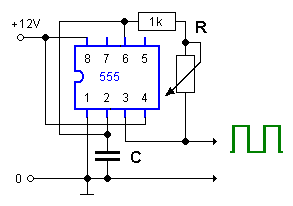
Astável simétrico

Astável simétrico com saída pelo pino 7 (DIS)

Esquema do 555 no modo astável com um diodo 1N4148 para obter um ciclo menor.

No modo astável, para criar um ciclo de trabalho menor que 50%, ou seja, um ciclo ativo maior que o ciclo de repouso, um diodo de sinal como o 1N4148 pode ser colocado em paralelo com {\displaystyle R_{2}}, com o cátodo ligado no capacitor {\displaystyle C_{1}}. Dessa forma, o diodo coloca {\displaystyle R_{2}} em curto e carrega {\displaystyle C_{1}} apenas pelo resistor {\displaystyle R_{1}} durante a parte alta do ciclo ({\displaystyle t_{H}}), de modo que o intervalo alto depende apenas de {\displaystyle R_{1}} e {\displaystyle C_{1}}, com um ajuste baseado na queda de tensão no diodo.Essa queda retarda o carregamento no capacitor, de modo que o nível alto {\displaystyle t_{\text{H}}} seja maior do que o esperado e frequentemente citado {\displaystyle ln(2).R_{1}.C=0,693.R_{1}.C}. A descarga desse capacitor se realiza por {\displaystyle R_{2}}, pois {\displaystyle D_{1}} agora se encontra reversamente polarizado. Ao fazer {\displaystyle R_{2}} > {\displaystyle R_{1}}, o tempo de descarga para {\displaystyle C_{1}} será bem maior que o de carga e, com isso, o sinal de saída ficará mais tempo no nível baixo {\displaystyle t_{\text{L}}} do que no nível alto {\displaystyle t_{\text{H}}}. O  baixo será o mesmo que acima, ou seja, {\displaystyle 0,693.R_{1}.C}.Com o diodo, o tempo alto será:
{\displaystyle t_{\text{H}}=\ln \left({\frac {2V_{\text{CC}}-3V_{\text{diodo}}}{V_{\text{CC}}-3V_{\text{diodo}}}}\right)\cdot R_{1}\cdot C,}
onde {\displaystyle V_{\text{diodo}}} é quando a corrente "ligada" do diodo é 1/2 de {\displaystyle Vcc/R_{1}}, que depende do tipo de diodo e pode ser encontrada em folha de dados ou medida. Quando {\displaystyle V_{\text{diodo}}} é pequeno em relação a {\displaystyle Vcc}, este carregamento é mais rápido e se aproxima da equação {\displaystyle 0,693.R_{1}.C}, porém é mais lento quando {\displaystyle V_{\text{diodo}}} estiver mais próximo de {\displaystyle Vcc}.
Por exemplo, quando {\displaystyle Vcc=5V} e {\displaystyle V_{\text{diodo}}=0,7V}, o tempo alto é {\displaystyle 1,00.R_{1}.C}, que é 45% mais longo que o esperado {\displaystyle 0,693.R_{1}.C}. Já quando {\displaystyle Vcc=15V} e {\displaystyle V_{\text{diodo}}=0,3V}, o tempo máximo é {\displaystyle 0,725.R_{1}.C}, que está mais próximo do esperado {\displaystyle 0,693.R_{1}.C}. A equação reduz para o esperado {\displaystyle 0,693.R_{1}.C} se {\displaystyle V_{\text{diodo}}=0V}.

### Monoestável(one-shot)
|                  |        |       |
| t                | C      | R     |
| 100 μs (−0.026%) | 1 nF   | 91 kΩ |
| 1 ms (−0.026%)   | 10 nF  | 91 kΩ |
| 10 ms (−0.026%)  | 100 nF | 91 kΩ |
| 100 ms (−0.026%) | 1 μF   | 91 kΩ |
| 1 s (−0.026%)    | 10 μF  | 91 kΩ |
| 10 s (−0.026%)   | 100 μF | 91 kΩ |

Esquema do 555 no modo monoestável

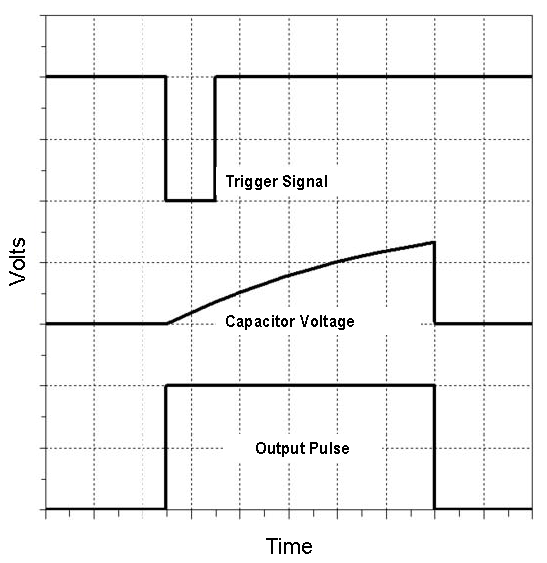
Formas de onda do 555 no modo monoestável

Nesta configuração, o integrado 555 funciona como temporizador quando os pinos 6 e 7 são interligados.
- A entrada de disparo, que corresponde ao pino 2, deve ser mantida sob uma tensão maior que 2/3 da tensão de alimentação (valor dado pelos três resistores internos de 5 kΩ). Nas condições indicadas a saída do circuito (pino 3) se mantém no nível GND, ou seja, sem tensão, nível lógico baixo (LO) e o capacitor {\displaystyle C} descarregado pelo transistor de descarga (via pino 7), que está saturado.[44]Os pinos 4 e 8 que correspondem à reciclagem e alimentação devem ser mantidos com a tensão de alimentação Vcc.
- Aplicando-se um pulso negativo (GND) de gatilho ao pino 2 (TRIG), a tensão no comparador de limite inferior cai abaixo de 1/3 Vcc e o flip-flop é disparado, levando o transistor de descarga ao corte, carregando o capacitor {\displaystyle C} via resistor {\displaystyle R} e o estágio de saída para o nível alto (HI).[35][44]
- O pulso de saída termina quando a tensão no capacitor é igual a 2/3 da tensão de alimentação. Nesse instante, o comparador retorna o flip-flop à condição anterior, o qual, por sua vez, leva o transistor de descarga à saturação, descarregando o capacitor {\displaystyle C} e voltando a saída ao nível baixo (LO).[35][44]

A largura do pulso de saída pode 
ser aumentada ou reduzida de acordo com a necessidade da aplicação específica ajustando os valores de {\displaystyle R} e {\displaystyle C}.Quanto maior a constante de tempo RC, mais tempo leva para a tensão em {\displaystyle C} chegar a 2/3Vcc (tensão de controle). O intervalo de tempo {\displaystyle t} necessário para carregar {\displaystyle C} a 2/3 da tensão de alimentação é dada por:
{\displaystyle t=1,1\cdot R\cdot C}
onde:
- {\displaystyle t} é o tempo em segundos[46]
- {\displaystyle R} é o valor do resistor em ohms[46]
- {\displaystyle C} é a capacitância em farads[46]
- {\displaystyle 1,1} pode ser exibido como {\displaystyle 1,099} em algumas publicações ou documentações do 555 ou 556 ao invés do logaritmo natural de 3 (1,098612)[46]

Ao usar o 555 no modo monoestável, o intervalo de tempo entre quaisquer 
dois pulsos de disparo deve ser maior que a constante de tempo RC.
Exemplo de cálculo
Um monoestável 555 possui os seguintes valores:
{\displaystyle R} = 1 MΩ
{\displaystyle C} = 220 μF                  
{\displaystyle t=1,1\cdot 1\,000\,000~\Omega \cdot 0,000\,22~{\textrm {F}}}
O tempo teórico deste monoestável será de:
{\displaystyle t=242~{\textrm {s}}} (quatro minutos)
Na prática este integrado não chega a valores de tempo tão grandes como se deseja para certas aplicações. Para valores maiores que 100s (1min40s), a aplicação torna-se crítica.A primeira limitação está na fuga dos capacitores eletrolíticos que normalmente são usados nestes casos. Um capacitor muito grande pode ter uma fuga suficientemente alta. Essa fuga representa uma resistência de tal valor mais o resistor {\displaystyle R} ligado em série, e com isso, a tensão no capacitor {\displaystyle C} nunca chega aos 2/3 de Vcc. Uma vez disparado, ele nunca se carrega até o ponto de disparo e o circuito não funciona. A outra limitação é o próprio resistor que não pode ser muito maior que a fuga representada pelo capacitor usado.Portanto, recomenda-se que o valor de {\displaystyle R} não seja maior que 1 MΩ com capacitores comuns
e no máximo 3,3 MΩcom capacitores de excelente qualidade, e que o valor de {\displaystyle C} não seja maior que 2200 μF, com o qual se chega a uma hora de temporização, ou mais com bons capacitores, mas com algum risco.Da mesma forma, para não ultrapassar os limites inferiores de tempo, é recomendado não usar capacitor menor que 500 pFe que o resistor não seja menor que 1 kΩ, pois do contrário o transistor NPN de descarga poderá danificar-se.Suas aplicações incluem temporizadores, detector de pulso, chaves imunes a ruído, interruptores de toque etc.
Além do problema da fuga, a tensão de isolação do capacitor eletrolítico deve ser compatível com a tensão de alimentação do circuito. Ele se torna realmente um capacitor com o valor de capacitância nominal quando a tensão entre seus terminais ultrapassar 1/10 da sua tensão de isolamento. Por exemplo, um capacitor com isolamento de 100 V utilizado com uma fonte de 15 V, no circuito de um 555, as formas de onda reais têm um período muito menor que o fornecido pelos cálculos. Nesse caso, o isolamento do capacitor deveria ser de 25 V.

### Biestável(RS Latch)[49]

Esquema do 555 no modo biestável

Símbolo do "flip-flop" RS Latch

O integrado 555 pode operar como um biestável (embora sem uma saída Q externa, pois esta é invertida pelo amplificador inversor) se não for utilizado o capacitor {\displaystyle C}.Dois resistores pull-up de no mínimo 10 kΩ devem ser acrescentados entre os pinos 4 (RESET) e 2 (TR) e o pino 8 (+Vcc).Assim configurado, conectando momentaneamente o pino 2 (TRIG) ao terra (GND), o biestável atua como um Set e faz a transição do pino 3 de saída para VCC (estado alto) em função do TR estar conectado de forma que temos 1/3 de Vcc. Por sua vez, conectando o RESET para o terra, ele funciona como um Reset e faz a transição do pino de saída para o terra (estado baixo). As aplicações incluem interruptores de toque imunes a ruído, disparador com LDRs, etc.O pino 7 (DIS) é deixado sem 
conexão ou pode ser usado como uma saída alternativa.
Portanto, usando apenas um capacitor e um ou dois resistores, o intervalo de tempo {\displaystyle t} ou a frequência {\displaystyle f} durante o qual a saída permanece em nível alto ou baixo, pode ser ajustado(a) de acordo com a necessidade de cada aplicação.
Disparador Schmitt (Schmitt Trigger)

Esquema do 555 como disparador Schmitt

Símbolo do disparador Schmitt

O 555 pode ser usado como disparador Schmitt, que transforma uma entrada senoidal em uma saída digital limpa.
Os pinos 2 (TR) e 6 (THR) dos comparadores são interligados e polarizados através dos resistores {\displaystyle R_{1}} e {\displaystyle R_{2}} na metade da tensão Vcc. Como o comparador superior (Threshold) é acionado a 2/3 da tensão Vcc e o inferior (Trigger) a 1/3, o divisor resistivo centraliza o ponto de operação em 1/2 Vcc.A entrada senoidal, conectada através de um capacitor de 0,01 μF aos pinos 2 e 6, deve ter intensidade suficiente para excitar os níveis de disparo dos comparadores, a fim de obter uma onda quadrada na saída. Um divisor resistivo de 100 kΩ entre Vcc e GND é conectado aos pinos anteriores. O pino 4 (Reset) está conectado ao Vcc.

## Especificações
Estas principais especificações aplicam-se aos integrados da Signetics e da Texas Instruments. Outros temporizadores 555 podem ter parâmetros diferenciados dependendo do uso a que se destinam (uso militar, médico, etc.) ou do fabricante.

NE555 Signetics/Texas Instruments
| Parâmetro                             | Valor(es)                  |
| ------------------------------------- | -------------------------- |
| Tensão de alimentação (VCC)           | 4,5 até 16 V               |
| Corrente de alimentação (VCC = +5 V)  | 3 até 6 mA                 |
| Corrente de alimentação (VCC = +15 V) | 10 até 15 mA               |
| Corrente de saída (máxima)            | 200 mA                     |
| Frequência de oscilação (máxima)      | 100 kHz (TI) 200 kHz (Sig) |
| Tensão limiar de saída (VCC = +5 V)   | 4 V                        |
| Tensão limiar de saída (VCC = +15 V)  | 11 V                       |

TLC555 (CMOS) Texas Instruments
| Parâmetro                             | Valor(es)  |
| ------------------------------------- | ---------- |
| Tensão de alimentação (VCC)           | 2 até 15 V |
| Corrente de alimentação (VCC = +2 V)  | 0,25 mA    |
| Corrente de alimentação (VCC = +15 V) | 0,6 mA     |
| Corrente de saída (máxima)            | 150 mA     |
| Frequência de oscilação (máxima)      | 2 MHz      |
| Tensão limiar de saída (VCC = +2 V)   | 1,9 V      |
| Tensão limiar de saída (VCC = +15 V)  | 14,2 V     |

## Variantes
Muitas variantes foram desenvolvidas por vários fabricantes. O 555 é também conhecido sob as seguintes siglas:
| Fabricantes       | Modelo                              |
| ----------------- | ----------------------------------- |
| ECG Philips       | ECG955M                             |
| Exar              | XR-555                              |
| Fairchild         | NE555 / LM555 / KA555               |
| Harris            | HA555                               |
| Intersil          | LM555C / SE555 / NE555              |
| Lithic Systems    | LC555                               |
| Maxim             | ICM7555                             |
| Micrel            | MIC1555 / MIC1557 / TS555 / ICM7555 |
| Motorola          | MC1455 / MC1555                     |
| National          | LM1455 / LM555 / LM555C / LMC555    |
| NTE Sylvania      | NTE955M                             |
| Raytheon          | RM555 / RC555                       |
| RCA e Siemens     | CA555 / CA555C                      |
| Rohm              | BD9555FVM-C                         |
| Sanyo             | LC7555                              |
| Texas Instruments | SN52555 / SN72555 / TLC555          |

### 556 (versão dupla)

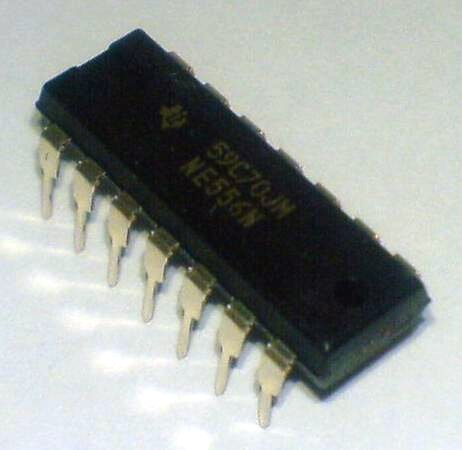
NE556 fabricado pela Texas Instruments

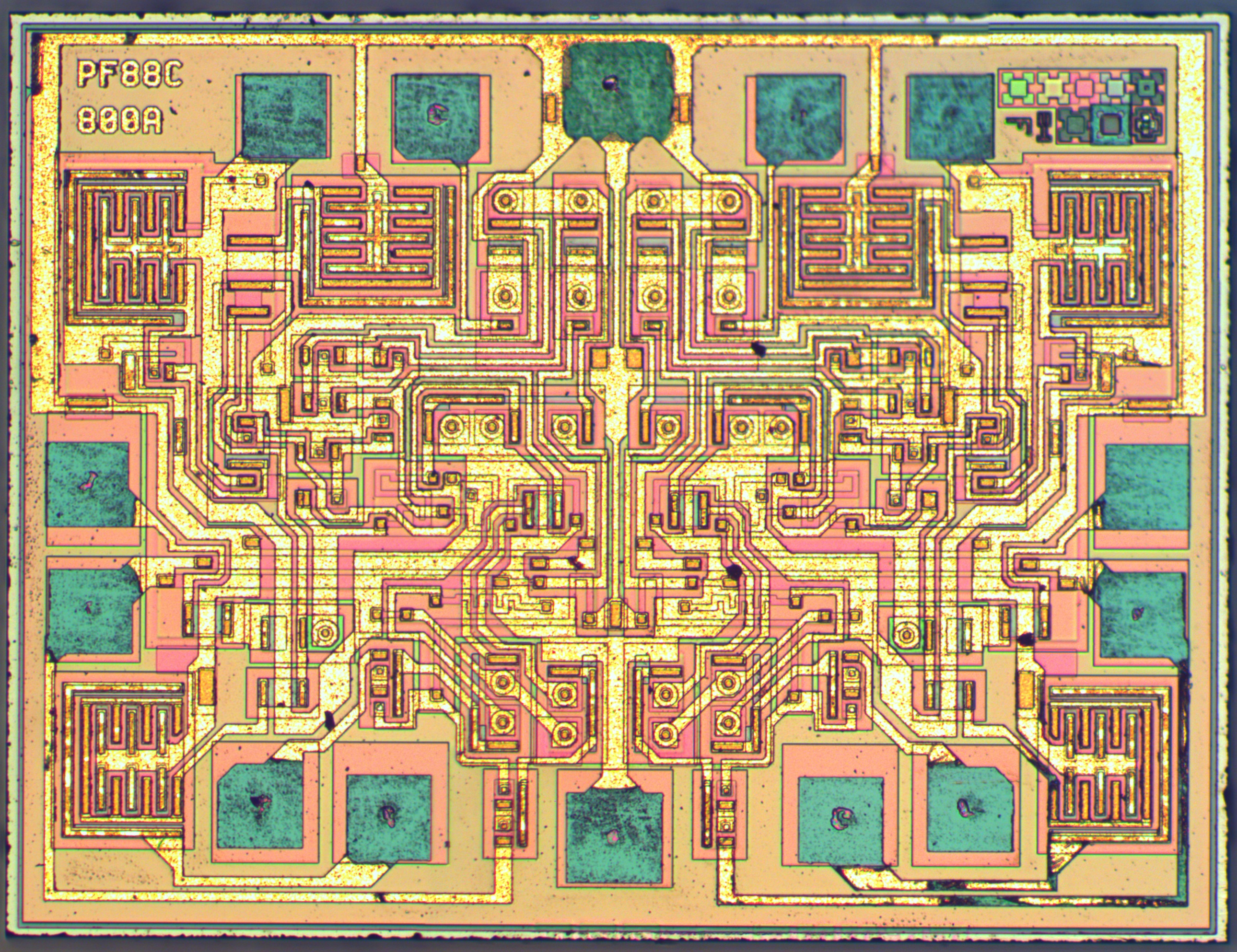
Molde do chip NE556 fabricado pela STMicroelectronics

Pinagem do CI 556

O integrado 556 possui dois temporizadores 555 completos em um encapsulamento de 14 pinos; apenas os pinos 7 e 14 da fonte de alimentação são compartilhados entre os dois temporizadores.É recomendado o uso de capacitor de desacoplamento entre esses dois pinos afim de evitar que o funcionamento de um temporizador interfira no funcionamento do outro.
Recentemente, a versão bipolar estava disponível como os NE556 da Fairchild e LM556 da STM, e as versões CMOS estavam disponíveis como da Intersil (ICM7556) e da Texas Instruments (TLC556 e TLC552).

### 558 (versão quádrupla)

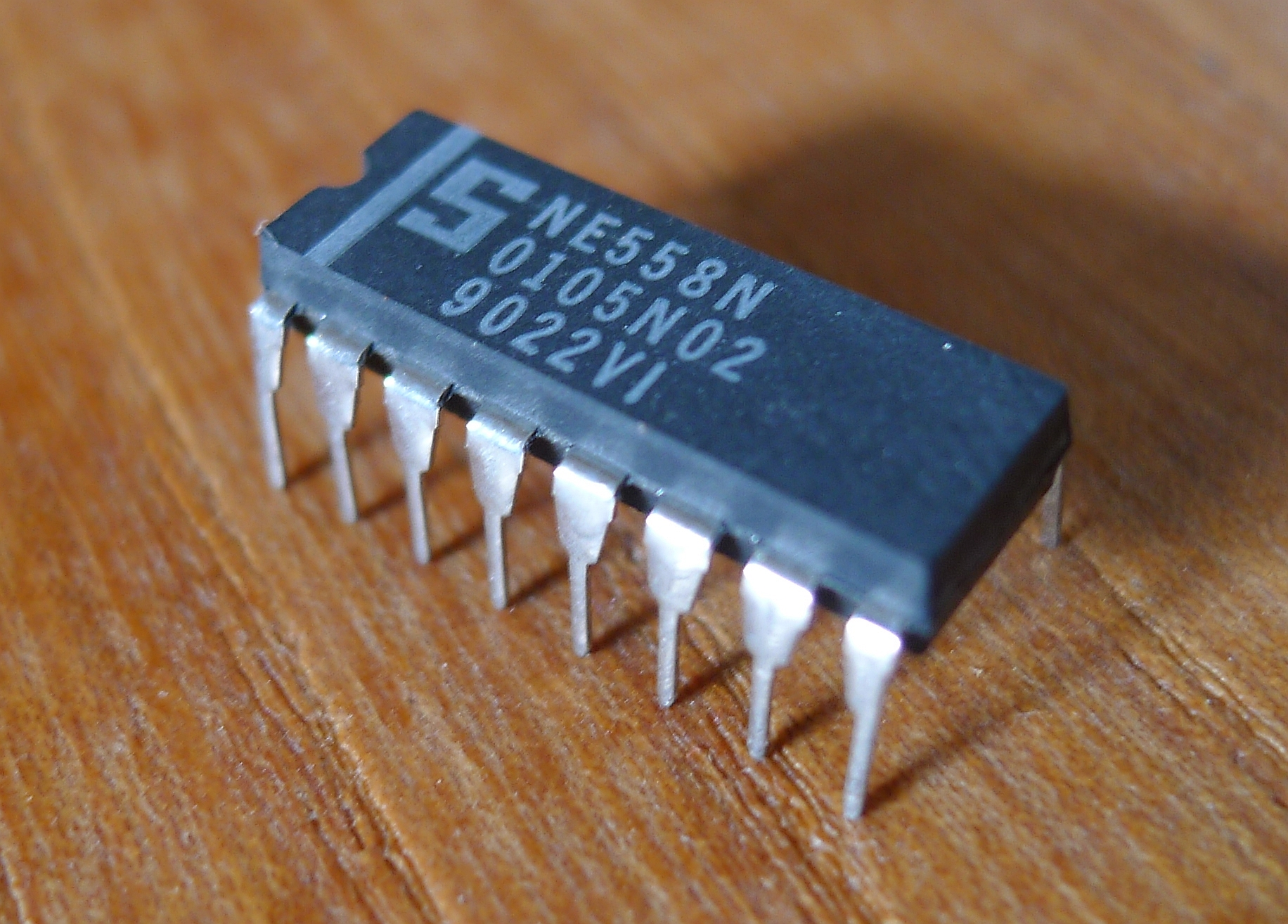
NE558 fabricado pela Signetics

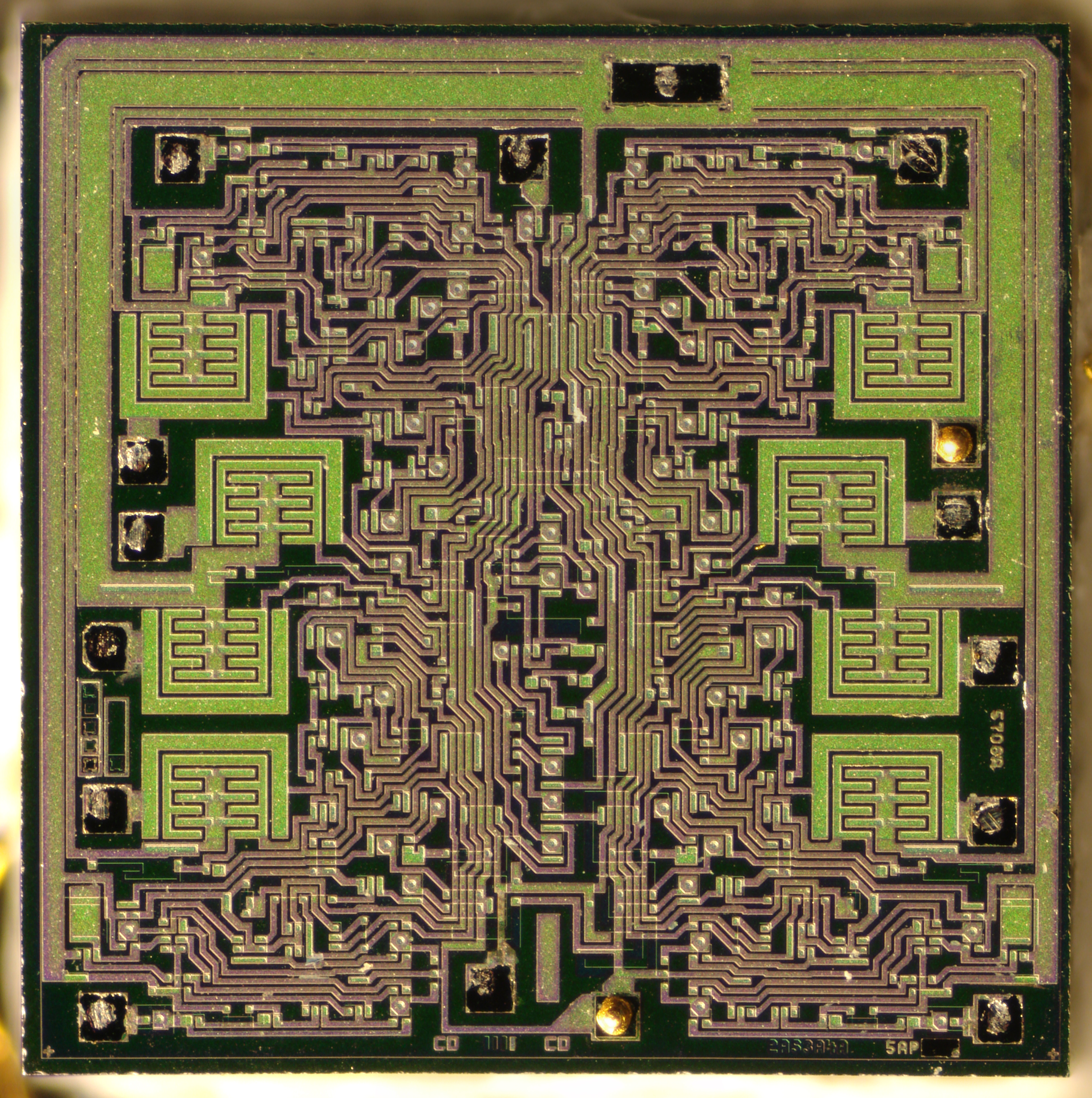
Molde do chip NE558 da Signetics

Pinagem do CI 558

Esquema de bloco do 558

Construído em um invólucro de 16 pinos, o 558 possui quatro temporizadores sem alguns recursos encontrados nos integrados 555 e 556.
Foi projetado para ser usado na faixa de tempo de alguns microssegundos a algumas horas. Os quatro temporizadores são totalmente independentes (exceto pelo reset e divisor de tensão), podendo usar um resistor e um capacitor para cada seção. Dois temporizadores podem ser interligados para operação astável. Não são necessários capacitores de acoplamento ao conectar a saída de uma seção do temporizador à entrada da próxima.Em 2014, muitas versões do NE558 de 16 pinos se tornaram obsoletas.
No modo astável, é necessário fornecer no mínimo dois componentes externos, um resistor e um capacitor para temporização. O período de tempo é igual ao produto de {\displaystyle R} e {\displaystyle C}. Uma carga de saída deve estar conectada para completar o circuito devido a saída do 558 ser de coletor aberto.
Para operação astável, é desejável acoplar dois dos quatro temporizadores do 558. As saídas (OUT) são acopladas diretamente à entrada de disparo (TR) oposta. O ciclo de trabalho pode ser definido pela proporção de {\displaystyle R_{1}}{\displaystyle C_{1}} para {\displaystyle R_{2}}{\displaystyle C_{2}} de quase zero a quase 100%.
No modo monoestável, todos podem ser usados juntos, em tandem, para aplicações de cronometragem sequencial de até várias horas.
A saída (OUT) do 558 é um coletor aberto que requer um resistor pull-up para Vcc e consequentemente opera em nível baixo (LO). Ela tem capacidade de suportar até 100mA por unidade, mas não pode exceder a dissipação de energia e a temperatura de junção da matriz e do invólucro.
Um único reset (RST) foi disponibilizado para reinicializar simultaneamente os quatro temporizadores para um estado baixo de saída. Durante a reinicialização, o gatilho é desativado. Após o término do reset, a tensão de disparo deve ser alta, e em seguida, baixa para implementar o acionamento. A tensão de RST deve ser reduzida para menos de 0,8 V para garantir a reinicialização.
A tensão de controle (CV) também é disponibilizada no 558. Isso permite que a tensão limite seja modulada, controlando, portanto, a largura de pulso de saída e o ciclo de trabalho apenas com uma única tensão de controle externa. A faixa dessa tensão de controle é de cerca de 0,5 V a Vcc menos 1 volt. Isso dará uma variação de tempo de ciclo de cerca de 50:1. Em um temporizador sequencial com tempo de ciclo controlado por tensão, os períodos de temporização permanecem proporcionais ao longo da faixa de ajuste.
Principais diferenças entre os integrados 558 e 555
- Pinos 5 (Vcc) e 12 (GND) para os quatro comparadores, semelhante ao integrado 556.[35]
- Quatro resets (RST) estão ligados internamente ao pino 13 (558).
- Quatro tensões de controle (CV 1 a CV 4) são ligados internamente ao pino 4 (558).[35]
- Quatro gatilhos (TR 1 a TR 4) são sensíveis à borda descendente (558), em vez de sensíveis ao nível (555).[35]
- Dois resistores no divisor de tensão (558), em vez de três resistores (555).[35]
- Um comparador e um inversor (558), em vez de dois comparadores (555).[35]
- Quatro saídas (OUT 1 a OUT 4) são do tipo coletor aberto  (558), em vez do tipo push-pull (555).[35]
- Timing (TIM 1 a TIM 4), função que substitui o Threshold existente nos CIs 555 e 556, uma vez que o coletor do transistor interno de descarga está ligado internamente ao pino TIM.[35]
- Corrente das quatro saídas (OUT 1 a OUT 4) limitada a 100 mA (558), em vez dos 200 mA dos integrados 555 e 556.[35]

### 559 (versãoquádrupla)

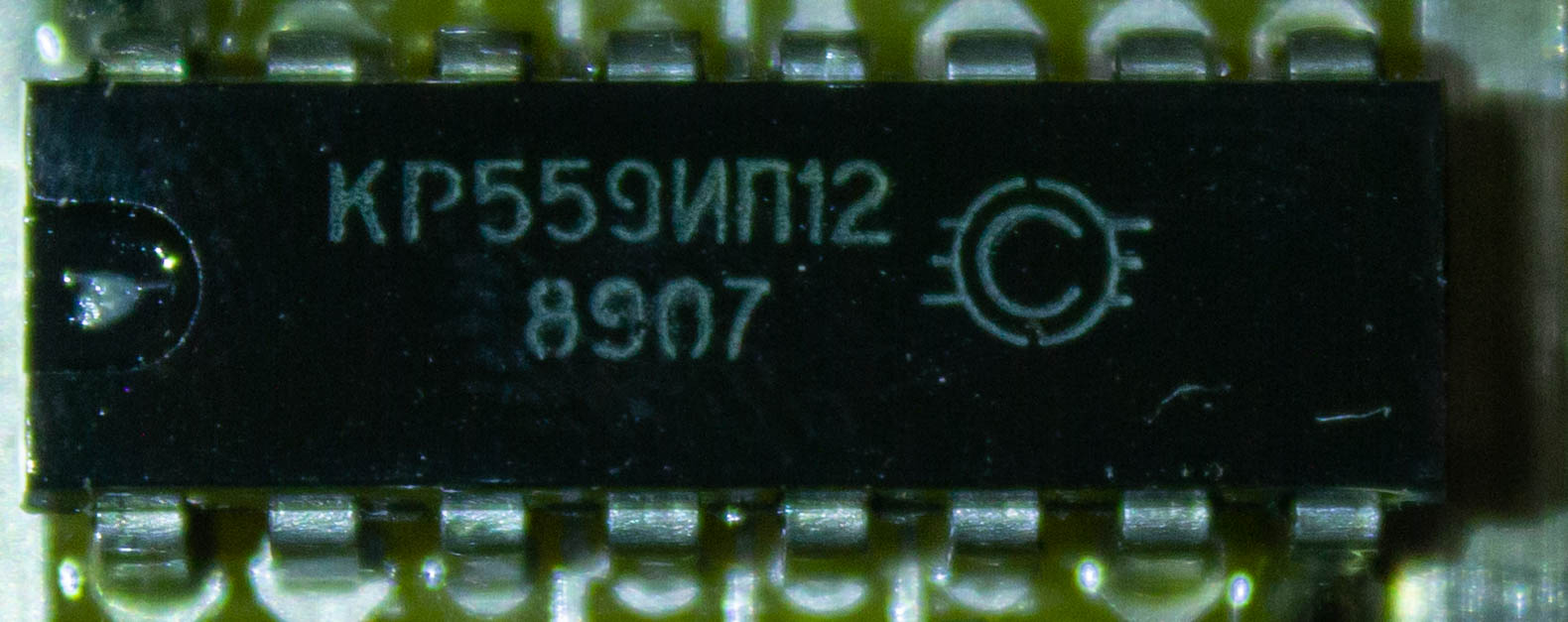
CI 559 fabricado na Rússia

Este integrado possui as mesmas características e pinagens do 558, porém, as quatro saídas (OUT 1 a OUT 4) são ligadas por meio de resistores pull-down ao negativo (GND) e consequentemente no nível alto (HI).

### 555 (baixa tensão e corrente)
Com a crescente utilização de tensões muito baixas nas aplicações com baterias usando microcontroladores, muitos integrados tradicionais estão evoluindo rumo a versões compatíveis com estes circuitos. O 555 tradicional bipolar tem características de consumo elevado e uma faixa de tensões de 4,5 V a 15 V e correntes de saída até 200 mA.
O primeiro passo na evolução deste componente foi a versão CMOSque pode funcionar com tensões de 2 e 18 V e apresenta um consumo bem menor, com altíssima impedância de entrada e baixa corrente de comutação, imprescindível em projetos alimentados por pilhas e baterias.
Com o tempo, o 555 foi se adaptando aos novos tipos de aplicação, como por exemplo no condicionamento de sinais de entrada ou saída para se obter características de acionamento diferentes das que um microcontrolador pode fornecer.
O ZSCT1555 é uma dessas versões de alta performance com características especiais. A pinagem e as aplicações são totalmente compatíveis com a do tradicional 555. As diferenças são as características elétricas e a mais importante é a faixa de tensões de operação. Ele pode operar com tensões a partir de 0,9 V. Com alimentação de 5 V o consumo deste integrado é de 140 μA contra os 170 μA da versão CMOS. Com 1,5 V a corrente exigida é de apenas 75 μA. O integrado possui elementos internos que possibilitam o funcionamento com maior estabilidade técnica.
Os integrados MIC1555/1557 podem operar com tensões de 2,7 V a 18 V. e contam ainda com o recurso do shutdown em que é levada a um consumo de menos de 1 μA.
Com apenas o capacitor {\displaystyle C} e o resistor {\displaystyle R}, eles podem gerar sinais quadrados simétricos (50% do ciclo ativo). As pinagens são diferentes das versões 555 bipolar e CMOS; eles possui apenas cinco pinos em vez dos tradicionais oito pinos. Estão disponíveis nos encapsulamentos SOT-23 e TSOT-23.
A versão TS555 de baixa potência pode funcionar com tensões de 2 V a 16 V destacando-se pela capacidade de operar no modo astável em frequências até 2,7 MHz. 
O componente é do tipo CMOS e consome apenas 110 μA com 5 V e 90 μA com 3 V. Os picos de corrente na transição são reduzidos. A saída é compatível com TTL, CMOS e MOS e a pinagem é a mesma dos 555 bipolares e CMOS.

### ICM7555 e ICM7556

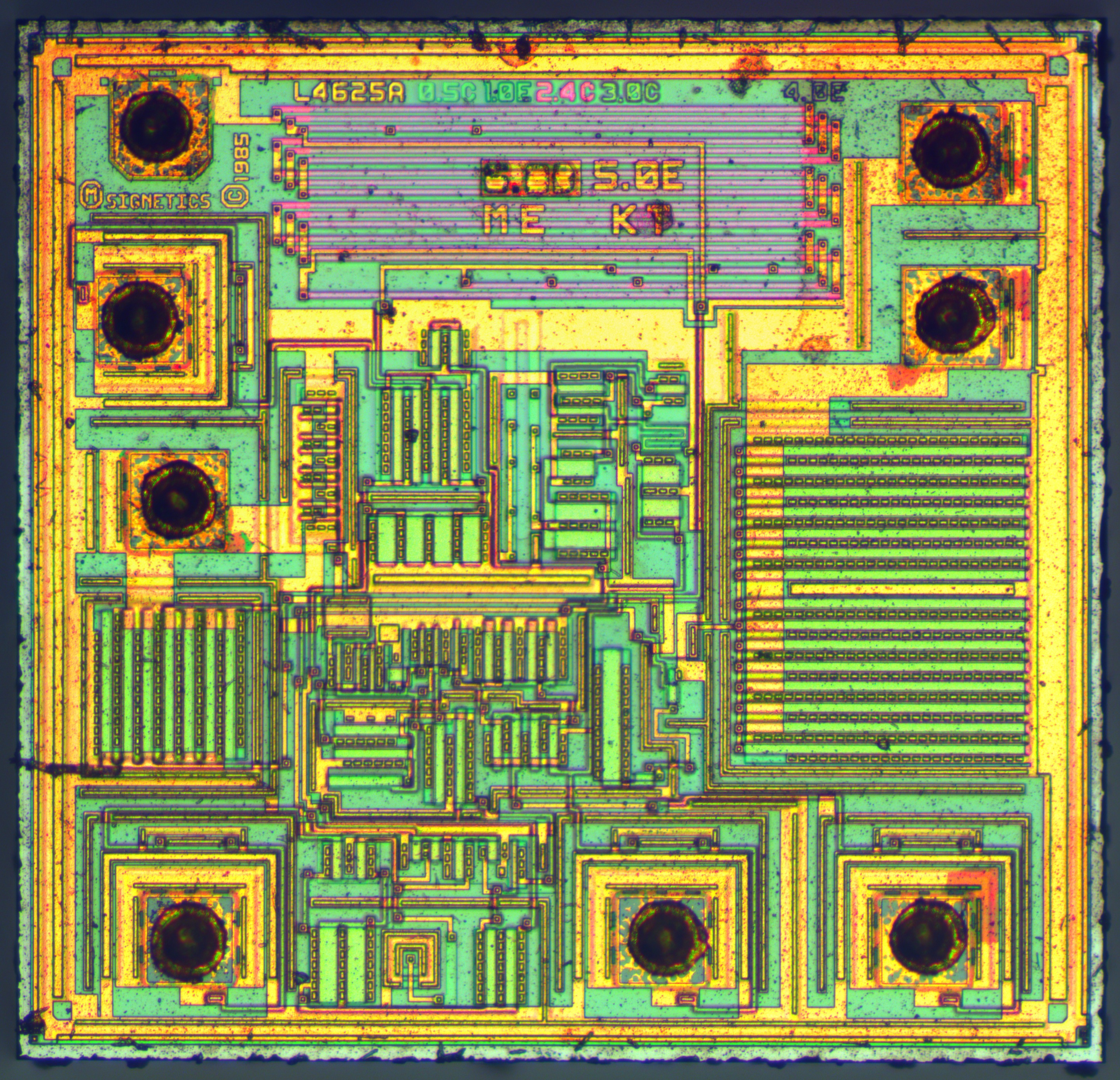
Molde do chip CMOS 7555 fabricado pela NXP

Estes integrados tem como principal destaque os invólucros DIP para montagem em matriz de contato (protoboard) sendo a versão 555 simples e a 556 dupla. Os componentes são CMOS, apresentando uma corrente de consumo de 60 μA para o ICM7555 e 120 μA  para o ICM7556. A faixa de tensões de alimentação vai de 2 a 18 V e a frequência máxima de operação é de 1 MHz, e os modos de operação são os mesmos das versões tradicionais.

### BD9555FVM-C (alta tensão)
A principal diferença deste integrado para as versões tradicionais do 555 é a sua capacidade de operar com tensões de entrada de 4,5 a 42 V e picos de 50 V. Esta característica o torna ideal para aplicações automotivas, como por exemplo, no controle de módulos de LEDs. As pinagens e o circuito interno são diferentes das demais versões. Os limites mínimo e máximo para o resistor {\displaystyle R} e para o capacitor {\displaystyle C} são de 500 Ω a 5 MΩ e de 19 pF a 18 μF, respectivamente.